# گمارا

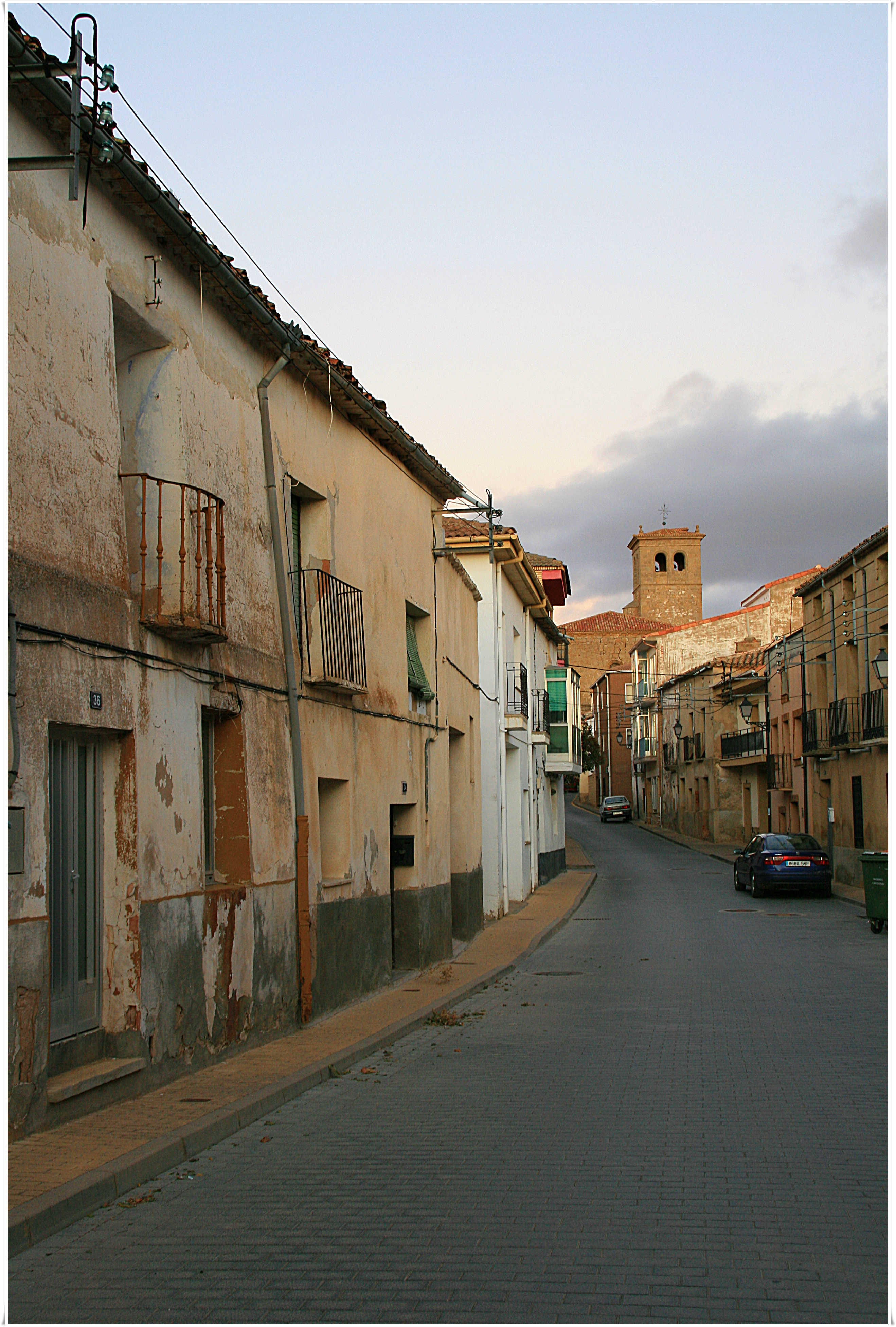
نمایی از گومارا، یک شهرداری واقع در استان سریا - ۲۰۱۱

گومارا (به اسپانیایی: Gómara) یک شهرداری واقع در استان سریا، در بخش خودمختار کاستیا و لئون، اسپانیا است.